# Geflammte Kegelschnecke
Der Flammenkegel oder die Geflammte Kegelschnecke (Conus consors) ist eine Schnecke aus der Familie der Kegelschnecken (Gattung Conus), die im Indopazifik verbreitet ist und sich von Fischen ernährt.

## Merkmale
Conus consors trägt ein mittelgroßes bis großes, mäßig festes bis schweres Schneckenhaus, das bei ausgewachsenen Schnecken 5 bis 12 cm Länge erreicht. Der Körperumgang ist schmal kegelförmig oder schmal kegelartig zylindrisch bis bauchig kegelförmig, der Umriss am Apex konvex, sonst gerade und manchmal in der Mitte leicht konkav. Die siphonale Fasciole kann schwach oder weit vorragend sein. Die Schulter ist scharf gewinkelt bis fast gerundet. Das Gewinde ist niedrig bis mittelhoch, sein Umriss gerade bis leicht konvex. Der Protoconch hat etwa drei Umgänge und misst maximal 0,8 mm. Der Teleoconch hat im Gewinde bei Adulten mit 5 bis 8 cm Gehäuselänge etwa 9 bis 11 Umgänge, von denen die ersten 4 bis 8 mit Tuberkeln besetzt sind. Die Nahtrampen des Teleoconchs sind flach bis konkav mit 2 auf 5 bis 8 zunehmenden, in den letzten Nahtrampen gelegentlich 10 bis 12 spiraligen Rillen. Der Körperumgang ist an der Basis mit spiralig verlaufenden Rillen überzogen, zwischen denen breite Bänder oder kräftige Rippen verlaufen.
Die Grundfarbe des Gehäuses ist weiß bis blassbraun. Der Körperumgang ist mit 1 bis 2 spiraligen Banden zwischen Schulter und Mitte sowie einer Bande zwischen Mitte und Basis überzogen, wobei die Bande an der Schulter oft unterbrochen, nicht vorhanden oder mit der benachbarten Bande verschmolzen ist. Die Farbe der Banden ist gelblich-braun bis violett oder dunkelbraun. Von der Basis bis zur Schulter erstrecken sich gepunktete, gestrichelte oder durchgehende braune spiralige Linien in wechselnder Anzahl und Anordnung. Der Protoconch ist braun. Die Nahtrampen der ersten Umgänge des Teleoconchs sind am äußeren Rand mit regelmäßig angeordneten braunen Punkten gezeichnet, die späteren Nahtrampen mit braunen radialen Markierungen in wechselnder Anzahl und Auffälligkeit. Das Innere der Gehäusemündung ist weiß.
Das dünne, durchscheinende Periostracum variiert bei Conus consors in der Farbe stark und kann dunkelgrau, gräulich braun oder schattiert von hell- bis dunkelbraun sein. Manchmal hat es auf dem Körperumgang gebüschelte Spirallinien, eine gesäumte Schulter und an den Nahtrampen radiale Rippen.
An der Küste Singapurs (Typuslokalität) haben die Schnecken eine hellbraune Fußsohle, einen Fuß mit dunkelbraunen Seiten und ein braunes Rostrum mit gelbbraunen Kanten. Die Proboscis ist orange, der Sipho braun mit spärlichen dunkelbraunen Sprenkeln. Bei der Form poehlianus an der Küste Papua-Neuguineas ist der Fuß orangerosa, an der Oberseite heller und mit braunen Flecken sowie vor dem Rand mit einer braun gepunkteten Linie. Hinter dem Operculum ist ein weißer Fleck, und an den Seiten im Randbereich sind dunkelgelbe Radialstreifen. Die Fußsohle ist in der Mitte und hinten dunkelgelb gefleckt. Das Rostrum ist weiß und dunkelgelb gefleckt. Die Fühler sind weiß mit brauner Spitze, der Sipho weiß mit dunkelgelben Flecken und Querstreifen, die dorsal und proximal dichter sind, sowie einer grauen Kante.
Die mit einer Giftdrüse verbundenen Radula-Zähne werden als denen von Conus striatus sehr ähnlich beschrieben. Bei diesem sind sie lang und haben an der Spitze einen kurzen vorderen Widerhaken, auf der Gegenseite einen langen hinteren Widerhaken mit einer gebogenen Spitze und einen kurzen zusätzlichen Haken zwischen und fast senkrecht zu den anderen. Eine Sägung mit Zähnchen und ein Sporn fehlen.

## Verbreitung und Lebensraum
Conus consors ist im Indopazifik von der Küste Ostafrikas über Indonesien bis zu den Marshall-Inseln, nach Melanesien und Australien (Queensland) verbreitet, fehlt aber im Roten Meer.
Er lebt knapp unterhalb der Gezeitenzone bis in Meerestiefen von etwa 200 m auf Sand und Schlamm.

## Entwicklungszyklus
Wie alle Kegelschnecken ist Conus consors getrenntgeschlechtlich, und das Männchen begattet das Weibchen mit seinem Penis. Das Weibchen legt zahlreiche Eikapseln ab. Die darin befindlichen Eier haben bei Palau einen Durchmesser von rund 389 µm und an den Marshall-Inseln etwa 434 µm, woraus geschlossen wird, dass die Veliger-Larven bei Palau mindestens 7 Tage und an den Marshall-Inseln mindestens 4 Tage lang frei schwimmen, bevor sie niedersinken und zu kriechenden Schnecken metamorphosieren.

## Ernährung
Conus consors frisst Fische, die er mit seinen giftigen Radulazähnen harpuniert.